# Eunidia pygmaea
Eunidia pygmaea là một loài bọ cánh cứng trong họ Cerambycidae.